# Malčín
Malčín är en ort i Tjeckien.   Den ligger i regionen Vysočina, i den centrala delen av landet, 90 km sydost om huvudstaden Prag. Malčín ligger 516 meter över havet och antalet invånare är 197.
Terrängen runt Malčín är huvudsakligen platt, men västerut är den kuperad. Runt Malčín är det ganska tätbefolkat, med 172 invånare per kvadratkilometer. Närmaste större samhälle är Havlíčkův Brod, 12,2 km sydost om Malčín. Omgivningarna runt Malčín är en mosaik av jordbruksmark och naturlig växtlighet.